# Casa del Moliner
La Casa del Moliner és una obra de Sant Joan les Fonts (Garrotxa) inclosa a l'Inventari del Patrimoni Arquitectònic de Catalunya.

## Descripció
És una casa entre mitgera, de planta rectangular i teulat a dues aigües. Va ser bastida amb pedra volcànica del país i els murs foren estucats. Disposa de baixos, amb un local comercial, dos pisos superiors i golfes. El primer pis té un balcó, amb una sola porta d'accés, sostingut per quatre mènsules decorades amb fullatges estilitzats. El segon pis, igualment, disposa d'un sol balcó sostingut per dues mènsules ornades, però de dimensions més reduïdes. Les dues obertures estan emmarcades per un ampli guardapols d'estuc, coronat per un escut llis, voltat de fullatges; aquests guardapols són sostinguts per pilars estriats i capitells d'estuc imitant les fulles d'acant. Entre el segon pis i les golfes corre una sanefa d'estuc amb arquets cecs. Aquestes darreres disposen de tres amplis badius, sostinguts per pilars i capitells.